# Phạm Đức Hải
Phạm Đức Hải (sinh năm 1963) là một chính khách Việt Nam. Ông hiện là Phó Trưởng ban Tuyên giáo Thành ủy, Phó Trưởng ban chuyên trách Ban Chỉ đạo phòng, chống dịch Covid-19 và phục vụ hồi kinh tế TP.HCM. 
Ông từng là Thành ủy viên, Phó Chủ tịch Hội đồng nhân dân Thành phố Hồ Chí Minh, nhiệm kỳ 2016 - 2021

## Lý lịch và học vấn
Phạm Đức Hải sinh ngày 29 tháng 7 năm 1963, quê quán xã Nghĩa Phú, huyện Nghĩa Hưng, tỉnh Nam Định.
Ông được kết nạp vào Đảng Cộng sản Việt Nam ngày 17 tháng 9 năm 1994.
Trình độ học vấn: Thạc sĩ Kinh tế, Cử nhân Chính trị.

## Sự nghiệp
Từ 1983 - 1989: Giáo viên kiêm Tổng Phụ trách Đội trường Hiệp Phước 2, huyện Nhà Bè; sau đó là cán bộ phụ trách Đội Thiếu niên Tiền phong Hồ Chí Minh thuộc Phòng Giáo dục và Đào tạo huyện Nhà Bè.
Từ 1989 - 1996: Cán bộ chuyên trách của Đoàn Thanh niên Cộng sản Hồ Chí Minh thuộc Thành phố Hồ Chí Minh, lần lượt giữ các chức vụ Phó Trưởng ban, Trưởng ban Thiếu nhi Trường học, Chủ tịch Hội đồng Đội Thành phố.
Từ 10/1996 - 2/2003: Phó Bí thư Thành Đoàn, Trưởng ban Thiếu nhi Trường học, Chủ tịch Hội đồng Đội Thành phố (1996 - 1999); Phó Bí thư Thường trực Thành Đoàn (từ 8/1999 - 2/2003).
Từ 2/2003 - 11/2005: Phó Bí thư Thường trực Quận ủy Quận 5.
Từ 11/2005 - 3/2009: Phó Trưởng ban Tuyên giáo Thành ủy.
Từ 3/2009 - 11/2014: Tổng Biên tập Báo Tuổi trẻ; tháng 10/2010 tham gia Ban Chấp hành Đảng bộ Thành phố khóa IX.
Từ 12/2014 - 6/2016: Ủy viên Ban Chấp hành Đảng bộ Thành phố khóa IX, khóa X, Phó Trưởng ban Thường trực Ban Tuyên giáo Thành ủy.
Sáng 28/6/2016, Hội đồng nhân dân Thành phố Hồ Chí Minh khoá 9, kỳ họp thứ nhất đã bầu Phạm Đức Hải giữ chức Phó Chủ tịch Hội đồng nhân dân Thành phố với 98/103 phiếu bầu (đạt 93%).
Chiều 5/1/2022, Bí thư Thành ủy TP.HCM Nguyễn Văn Nên đã trao quyết định của Ban Thường vụ Thành ủy TP.HCM về việc tiếp nhận, bổ nhiệm ông Phạm Đức Hải, nguyên Phó Chủ tịch HĐND TP.HCM nhiệm kỳ 2016 - 2021, Phó trưởng ban chuyên trách Ban Chỉ đạo phòng, chống dịch Covid-19 và phục vụ hồi kinh tế TP.HCM giữ chức Phó Trưởng Ban Tuyên giáo Thành ủy TP.HCM.